# Prova de Draize
La prova de Draize és una prova de toxicitat aguda creada el 1944 pels toxicòlegs John H. Draize i Jacob M. Spines, de l'Administració d'Aliments i Fàrmacs (FDA). N'hi existeixen dues variants: la prova d'irritació cutània aguda (o prova de Draize per a pell) i la prova d'irritació ocular aguda (o prova de Draize per a mucoses).
El procediment consisteix en l'aplicació de 0,5 ml o 0,5 g d'una substància de prova a l'ull o a la pell d'un animal conscient i immobilitzat, deixar-li-la durant un període, i després rentar-li-la i prendre nota dels efectes.